# Meidl Airport

i7
i11
i13
Der Meidl Airport (ICAO-Code: LHFM) ist ein Flugplatz im ungarischen Fertöszentmiklos, unweit der ungarisch-österreichischen Grenze. Der Flugplatz liegt rund zehn Kilometer südlich des Grenzüberganges Pamhagen und ist von der österreichischen Hauptstadt Wien in etwa sechzig Fahrminuten zu erreichen.
Gegründet wurde der „Meidl Airport“ im Jahr 1997 nach rund zweijähriger Bauzeit von Franz Meidl, einem Mattersburger Spediteur und Privatpiloten.

## Gelände
Neben einer 985 m langen und 23 m breiten Asphaltpiste besteht das Flugplatzgelände aus zwei großräumigen Hangars, einer Tankstelle, einer Flugzeugwerkstatt und einem Restaurant.

## Aktivitäten
Am Meidl Airport finden zahlreiche Luftsportaktivitäten statt. Besonders bekannt ist der Flugplatz unter Gyrokopterpiloten, die durch die ansässige Flugschule zahlreich vertreten sind. Der Meidl Airport ist außerdem Heimflugplatz des österreichischen Fallschirmspringerclubs FSC Impact.